# 福岡市立馬出小学校

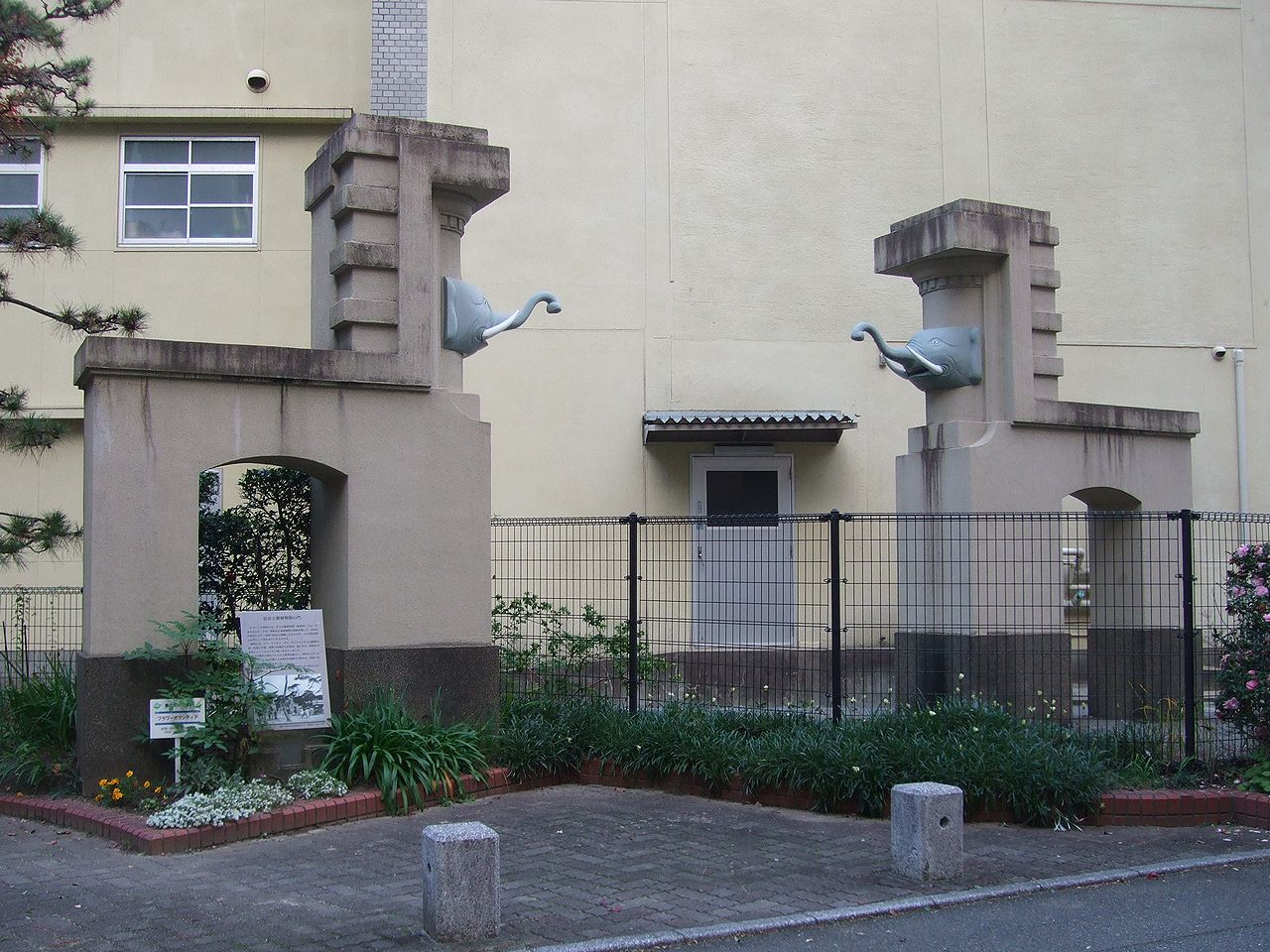
校内にある福岡市動植物園の門柱

福岡市立馬出小学校（ふくおかしりつ まいだししょうがっこう, Fukuoka City Maidashi Elementary School）は、福岡県福岡市東区馬出一丁目にある公立小学校。

## 歴史
- 1900年（明治33年）- 堅粕尋常小学校（現・福岡市立堅粕小学校）の分校として千代村馬出に設立。
- 1908年（明治41年）- 堅粕尋常小学校より分離し、「馬出尋常小学校」として独立開校。
- 1912年（明治45年）- 高等科の設置にともない、「馬出尋常高等小学校」と改称。
- 1928年（昭和3年）- 千代町の福岡市への合併にともない、筑紫郡属から福岡市属となる。
- 1937年（昭和12年）- 高等科が分離し、再び「馬出尋常小学校」となる。
- 1941年（昭和16年）4月 - 国民学校令により、「馬出国民学校」となる。
- 1947年（昭和22年）4月 - 学制改革（六・三制の実施）により、「福岡市立馬出小学校」（現在名）と改称。
- 1984年（昭和59年） - 現在地に移転。

現在の当校の校地には1933年（昭和8年）に動物園が開設された。この動物園は太平洋戦争の戦局の悪化により1944年（昭和19年）に閉鎖され、跡地には福岡中学校が開校した。その後1983年（昭和58年）に福岡中学校が移転し、翌年にその跡地に当校が移転開校した。動物園の正門門柱は撤去されることなく、そのまま校地の一角に保存されている。また、動物園には池と浮見堂が設けられていたが、池は学校の池としてそのまま残っている（浮見堂は大濠公園に移設され現存する）。

## 通学区域
馬出一丁目から六丁目まで（全丁目）、東浜一丁目及び二丁目（全丁目）。
東区の南端部にあたり、九州大学馬出地区が立地し大学町・住宅地となっている馬出と、工場や事業所が多数立地する博多湾岸の埋立地である東浜を通学区域とする。
学校のすぐ南側は博多区となる。当校の通学区域には含まれないが、当校の周辺500m程度以内の位置に福岡県庁や福岡県警本部、東公園、JR吉塚駅が位置する。
中学校は福岡中学校の通学区域となる。

### 校区内の主な施設
- 九州大学馬出地区（医・歯・薬学部、病院）
- 博多女子中学校・高等学校 - 私立。北で隣接。
- 福岡外国語専門学校 - わずか南に所在。
- 福岡市立馬出保育所 - 北西、大光寺の西脇に所在。
- 福岡市地下鉄箱崎線 馬出九大病院前駅、箱崎宮前駅
- 博多税務署
- 翁別神社
- 大光寺
- 松月院 - 大光寺の寺域に隣接して存在。
- ゆめタウン博多

### 校区が隣接する小学校
- 福岡市立箱崎小学校
- 福岡市立筥松小学校
- 福岡市立東吉塚小学校
- 福岡市立千代小学校

## 著名な卒業生
- 楢崎欣弥
- 松本龍